# Лясоциці (Великопольське воєводство)
Лясоциці (пол. Lasocice) — село в Польщі, у гміні Свенцехова Лещинського повіту Великопольського воєводства.
Населення — 811 осіб (2011).

## Демографія
Демографічна структура станом на 31 березня 2011 року:
|          | Загалом | Допрацездатний вік | Працездатний вік | Постпрацездатний вік |
| -------- | ------- | ------------------ | ---------------- | -------------------- |
| Чоловіки | 410     | 93                 | 279              | 38                   |
| Жінки    | 401     | 86                 | 228              | 87                   |
| Разом    | 811     | 179                | 507              | 125                  |